# Eduard Breier

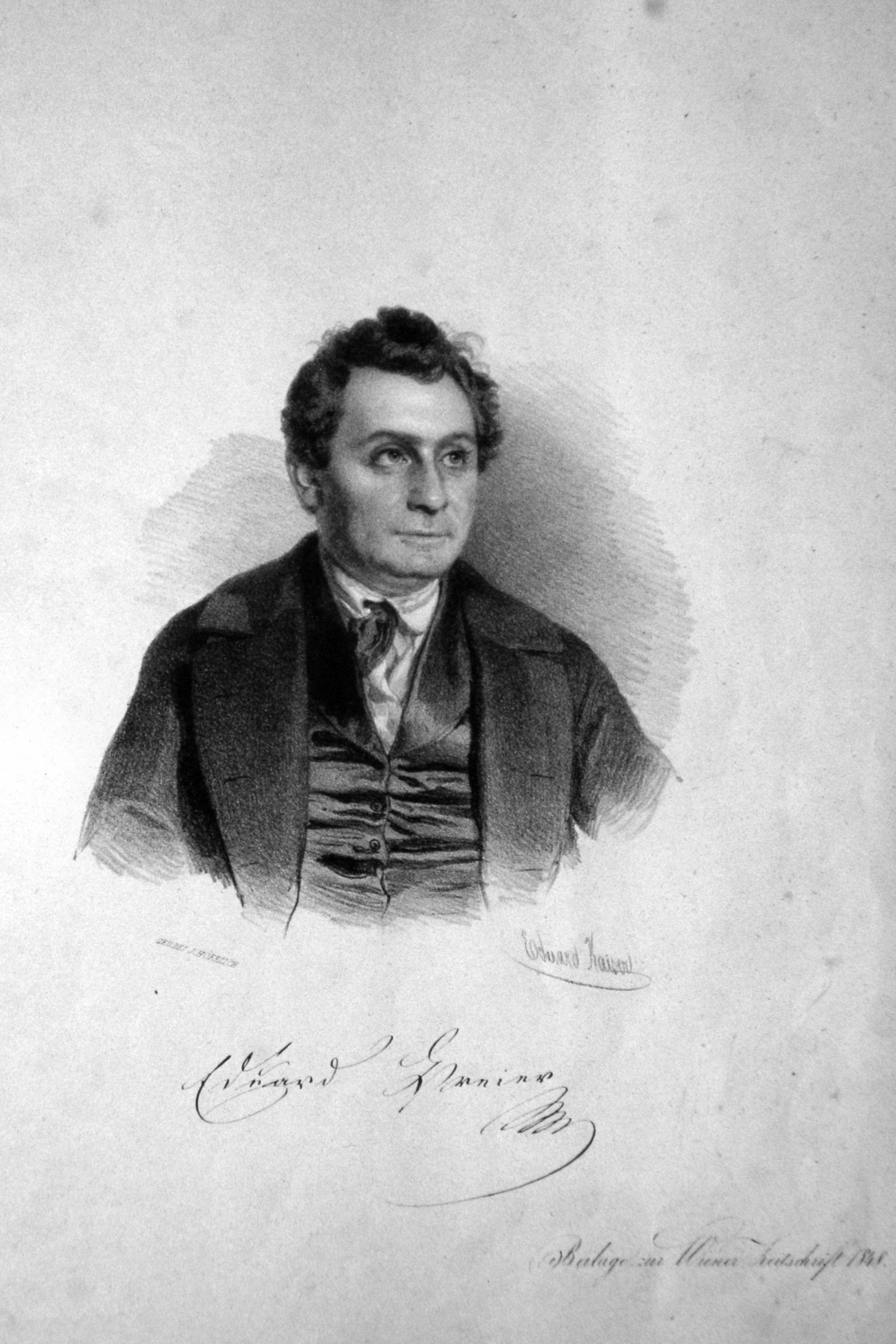
Eduard Breier, Lithographie von Eduard Kaiser, 1848

Eduard Breier (geboren 3. November 1811 in Ludbreg bei Varaždin, Kaisertum Österreich; gestorben 3. Juni 1886 in Gaiwitz, Bezirk Znaim, Österreich-Ungarn) war ein österreichischer Schriftsteller und Journalist.

## Leben
Eduard Breier trat 1831 in die k.u.k. Armee ein, wo er im Bombardier-Corps der Artillerie diente. Nach der Beendigung seines Heeresdienstes begann er mit der Schriftstellerei und verfasste 1837 die Erzählung Die Serbianer für eine Prager Zeitschrift. In nur elf Tagen schrieb er 1840 den Roman Der Fluch des Rabbi; seine Geschichtenserie Alt- und Jungisrael behandelte das jüdische Gemeindeleben.
1847 übernahm er die Redaktion der Prager Zeitung, die er in eine freisinnige Richtung lenkte. 1848 übersiedelte er nach Wien und arbeitete in der Redaktion der Wiener Satirezeitschrift Punch mit, in der er unter anderem Feuilletons schrieb. Auch in der Wiener Theaterzeitung von Adolf Bäuerle und in der Morgen-Post erschienen seine Romane. Als politischer Schriftsteller begründete er 1862 den Graden Michel, der sich später in Der Freimütige umbenannte.
Breier war ein ausgesprochener Vielschreiber, was allerdings auch harsche Kritik hervorrief. So schrieb Robert Eduard Prutz in Deutsches Museum, Zeitschrift für Literatur, Kunst und öffentliches Leben  (1851–1867):
„Herr Breier ist ein robuster Erzähler, ohne Anspruch auf Poesie und künstlerische Wirkung, dessen ganzes Bestreben sichtlich nur dahin gerichtet ist, eine gewisse Anzahl von Bänden möglichst schnell und mit möglichst geringer Mühe zu füllen. […] Der Styl ist unerlaubt schlecht, selbst wenn man Vieles auf die Nachlässigkeit des Setzers, die allerdings groß ist, abrechnet.“
Sein Gesamtwerk umfasste schließlich mehr als 70 Bände, die allerdings keine zeitüberdauernde Wirkung hatten.
Diese kritisierte Schreibweise brachte am 14. Oktober 1842 Johann Nestroy eine unerwartete Ehrung ein: der erste Akt seines Stück  Einen Jux will er sich machen wurde vom erzürnten Publikum als Entschädigung für die misslungene Posse Die falschen Engländer, oder: Die unterbrochene Verlobung, verfasst von Eduard Breier und uraufgeführt im Theater an der Wien, verlangt.
Seine Tochter war die Schauspielerin Hermine Breier.